# Mistrzostwa Polski w Boksie 1982
53. Mistrzostwa Polski w boksie mężczyzn odbyły się w dniach 19-26 września 1982 roku w Poznaniu.

## Medaliści
| Kategoria:                        | Złoto:                                 | Srebro:                                  | Brąz:                                                                       |
| waga papierowa (do 48 kg)         | Zbigniew Ciota (Gwardia Wrocław)       | Józef Nawrot (Igloopol Dębica)           | Eugeniusz Kopka (Górnik Sosnowiec) Jan Siekanowicz (Olimpia Poznań)         |
| waga musza (do 51 kg)             | Bogusław Pietrzykowski (Gwardia Łódź)  | Wojciech Zamora (Walka Zabrze)           | Jerzy Dominik (Stoczniowiec Gdańsk) Wojciech Komasa (Olimpia Poznań)        |
| waga kogucia (do 54 kg)           | Henryk Średnicki (Górnik Sosnowiec)    | Sławomir Zapart (Błękitni Kielce)        | Ryszard Czerwiński (Pogoń Szczecin) Piotr Marcinkowski (Prosna Kalisz)      |
| waga piórkowa (do 57 kg)          | Sławomir Kaczmarek (Gwardia Łódź)      | Janusz Ołdak (Gwardia Wrocław)           | Dariusz Kosedowski (Legia Warszawa) Krzysztof Kosedowski (Legia Warszawa)   |
| waga lekka (do 60 kg)             | Kazimierz Adach (Czarni Słupsk)        | Romuald Keister (Stal-Stocznia Szczecin) | Leszek Szczepański (Błękitni Kielce) Tadeusz Wijas (GKS Jastrzębie)         |
| waga lekkopółśrednia (do 63,5 kg) | Bogdan Gajda (Legia Warszawa)          | Mirosław Piotrowski (Zawisza Bydgoszcz)  | Jan Kowalewski (Czarni Słupsk) Roman Misiewicz (Gwardia Warszawa)           |
| waga półśrednia (do 67 kg)        | Leszek Wardzała (Olimpia Poznań)       | Czesław Sławiński (Gwardia Warszawa)     | Janusz Janowski (Igloopol Dębica) Zbigniew Kuciński (Prosna Kalisz)         |
| waga lekkośrednia (do 71 kg)      | Andrzej Krysiak (Igloopol Dębica)      | Adam Kozłowski (Legia Warszawa)          | Krzysztof Golański (Gwardia Łódź) Stanisław Marczyński (GKS Jastrzębie)     |
| waga średnia (do 75 kg)           | Stanisław Łakomiec (Błękitni Kielce)   | Józef Łebedyński (Gwardia Wrocław)       | Bogdan Borysewicz (Gwardia Białystok) Henryk Petrich (Legia Warszawa)       |
| waga półciężka (do 81 kg)         | Paweł Skrzecz (Gwardia Warszawa)       | Marek Ejsmont (Stoczniowiec Gdańsk)      | Krzysztof Michałowski (GKS Jastrzębie) Stanisław Czerniszewski (Broń Radom) |
| waga ciężka (do 91 kg)            | Grzegorz Skrzecz (Gwardia Warszawa)    | Janusz Czerniszewski (Legia Warszawa)    | Stanisław Figurski (niestowarzyszony) Sławomir Micewicz (Gwardia Białystok) |
| waga superciężka (powyżej 91 kg)  | Janusz Zarenkiewicz (Moto Jelcz Oława) | Marek Pałucki (Gwardia Koszalin)         | Czesław Dawiec (Wybrzeże Gdańsk) Kazimierz Folta (Zagłębie Lubin)           |